# اتاق گفتگو

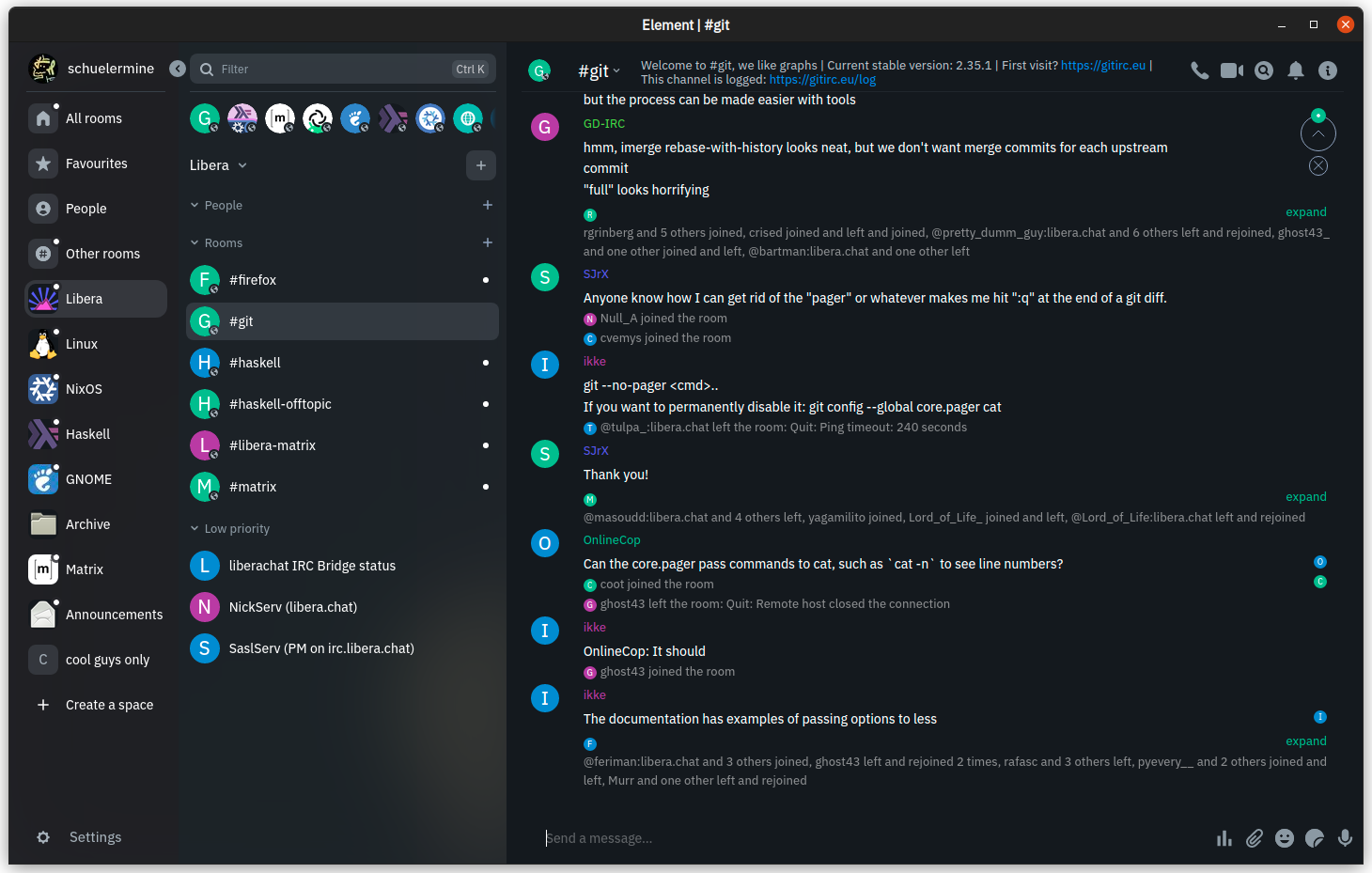
اتاق گفتگو یا گپ سرا یا چت روم

اتاق گفتگو یا گپ سرا یا روم (به انگلیسی: Chat room) به فضای مجازی ای گفته می‌شود که افراد در آن با هم ارتباط برقرار می‌کنند. نرم‌افزار یاهو مسنجر یکی از نرم‌افزارهای پرطرفدار برای چت در چت روم‌ها بود که توسط شرکت یاهو طراحی شده بود. یاهو از تاریخ ۱۴ دسامبر ۲۰۱۲ چت روم‌های خود را تعطیل کرده است و دیگر چنین چیزی در یاهو مسنجر دیده نمی‌شود.
چت روم‌ها به مرور زمان پیشرفته تر شدند و از آن چت روم‌های ابتدایی و ساده تبدیل شدن به چت روم‌هایی با امکانات زیاد که فراتر از چت کردن هستند. چت‌روم‌ها این امکان را به شما می‌دهند که به صورت ناشناس وارد چت شوید بدون اینکه از شما شماره تلفن یا ایمیل بخواند شما می‌توانید به صورت ناشناس با افرادی از سرتاسر دنیا چت و تبادل نظر کنید.
اصطلاح «اتاق چت» یا، عمدتاً برای توصیف هر نوع کنفرانس همزمان، گاهی حتی کنفرانس ناهم‌زمان استفاده می‌شود؛ بنابراین، اصطلاح چت روم می‌تواند به معنای هر تکنولوژی از چت آنلاین در زمان واقعی و تعامل آنلاین با دیگران (به عنوان مثال، انجمنهای آنلاین) به محیطهای اجتماعی گرافیکی کاملاً جامع باشد. استفاده اولیه از یک چت روم برای به اشتراک گذاشتن اطلاعات از طریق متن با گروهی از کاربران دیگر است.

## تاریخچه
اولین چت برخط با نام تاکوماتیک (به انگلیسی: Talkomatic) توسط دوج برون و داوید آ ولی در سال ۱۹۷۴ بر روی سیستم پلاتو (به انگلیسی: PLATO System) در دانشگاه ایلینوی در اربانا شمپین طراحی شد.
این سیستم تا اواسط دهه ۱۹۸۰ میلادی در میان کاربرهای پلاتو بسیار استفاده می‌شد و تا ۵ کاربر به صورت هم‌زمان می‌توانستند بر روی آن فعالیت کنند.